# Göhren (Auma-Weidatal)
Göhren ([ˈɡøːʁən] ) ist ein Ortsteil der Landgemeinde Auma-Weidatal im Landkreis Greiz in Thüringen.

## Geografie
Göhren und Döhlen sind zwei eng nebeneinanderliegende und verbundene Ortschaften, die bis Ende 2011 die Gemeinde Göhren-Döhlen bildeten. Sie liegen unweit der Weidatalsperre an der südlichen Nahtstelle zum Südostthüringer Schiefergebirge. Die Gemarkungen beider Orte sind kupiert und naturnah.

## Geschichte
Am 19. Februar 1324 wurde Göhren erstmals urkundlich erwähnt. Der Name des Ortes ist aus dem Slawischen entnommen, Gorjane bedeutet Bergbewohner, also die im höheren Ort lebenden Bewohner.
Östlich von Döhlen-Göhren befindet sich im Weidatal das Flurstück Ungnade nahe der Mündung der Triebes in die Weida. Dort befand sich einst die heute nicht mehr erhaltene Schmeißersmühle. Erhalten blieb davon aber die sogenannte Kemenate, die als Wohnhaus genutzt wird und ehemals wohl ein frühdeutscher Wehrturm (Turmburg) war.
Am 1. Dezember 2011 schlossen sich die Stadt Auma und die Gemeinden Braunsdorf, Staitz und Wiebelsdorf sowie Göhren-Döhlen zur Landgemeinde Auma-Weidatal zusammen.